# Peludópolis
Peludópolis (pol. Miasto Peludo) – argentyński film animowany z 1931 roku wyreżyserowany przez Quirino Cristianiego. Był czwartym na świecie wyprodukowanym pełnometrażowym filmem animowanym, i jednocześnie pierwszym filmem animowanym ze ścieżką dźwiękową. Film był satyrą polityczną, wymierzoną w prezydenta Argentyny Hipólita Yrigoyena nazywanego „Peludo”.
Cristiani rozpoczął pracę nad filmem w 1929 roku, opierając się na scenariuszu Eduarda Gonzaleza Lanuzy. Do obrazu dołączono na płycie dźwięk – dialogi, piosenki i muzykę – oraz krótki film opowiadający o technicznych aspektach tworzenia Peludópolis. Animacja miała być satyrą wymierzoną we władzę prezydenta Hipólita Yrigoyena i jego współpracowników. Jednak na rok przed ukończeniem filmu, 6 września 1930 roku, prezydent Yrigoyen został odsunięty od władzy za sprawą zamachu stanu dokonanego przez wojsko. Dotychczasowa forma filmu przestała być więc aktualna. Cristiani zdecydował się na wprowadzenie zmian w animacji – pozostawił fragmenty dotyczące nieudolności i skorumpowania Yrigoyena i jego otoczenia, ale dołożył do nich opowieść o udanym zamachu stanu i dołączył postać Juana Pueblo – przeciętnego obywatela, domagającego się dobrych rządów w państwie.
Premiera tak przerobionego filmu odbyła się 16 lub 18 września 1931 roku. Recenzje były dość przychylne, ale publiczność przyjęła film z umiarkowanym entuzjazmem. Ponadto w 1933 roku zmarł krytykowany w filmie Yrigoyen; jego śmierć wywołała wielki żal wśród Argentyńczyków i uczyniła go ich bohaterem narodowym; Cristiani zdecydował się więc wycofać film z dystrybucji.